# Elisenda de Sant Climent
Elisenda de Sant Climent, född 1220, död 1275, var en katalansk slav. 
Hon var dotter till Guillem Ramon de Sant Climent och gifte sig med en av de katalanska nybyggare som blivit utsedd att befolka Mallorca sedan ön erövrats av Aragonien från morerna 1229. Paret fick en dotter, Guillemona.
1238 tillfångatogs familjen under en slavräd av muslimska pirater på Mallorca. Hon och hennes dotter såldes till emir Muhammad I al-Mustansir av Hafsiddynastin och placerades i hans harem i Tunis. Hennes dotter konverterades till islam, fick namnet Rocaia och gavs till emirens son prins Miromomeli, vars inflytelserika favorit hon blev. Genom sin dotter fick Elisenda de Sant Climent själv en viss maktbas i haremet. Hon tog kontakt med den katalanska handelsresanden Arnau Solsona, till vilken hon överlämnade flera gåvor, bland dem en relik som beskrevs som en bit av det bandage jungfru Maria använde för att vårda Jesus sår. Denna relik fördes tillbaka till katedralen i Lleida i Katalonien, där den länge bevarades, vilket gjorde även Elisendas livshistoria känd.